# José Jaime Alonso
José Jaime Alonso Díaz-Guerra, né le 9 juin 1974, est un homme politique espagnol membre du Parti populaire (PP).
Il est élu député de la circonscription de Tolède lors des élections générales de juin 2016.

## Biographie

### Vie privée
Il est marié et père de deux enfants. 

### Profession
Titulaire d'un diplôme de magistère de spécialité éducation musicale, il devient professeur de l'enseignement maternel et primaire en 2001.

### Responsabilités en Castille-La Manche
Il postule sur la liste de Mariano Alonso Gómez lors des élections municipales de mai 2011 à Fuensalida. Dans cette commune conservatrice depuis le retour de la démocratie en 1979, le PP remporte la majorité absolue au conseil municipal. Une fois Mariano Gómez investi maire, celui-ci nomme José Jaime Alonso premier adjoint au maire et porte-parole du groupe des élus PP.
Après l'investiture de María Dolores de Cospedal à la présidence de la Junte des communautés de Castille-La Manche et la formation du nouvel exécutif régional en juin 2011, Alonso est nommé directeur général aux Ressources humaines et à la Programmation éducative sous l'autorité du conseiller à l'Éducation, à la Culture et aux Sports Marcial Marín,. Après la démission de Tomás García-Cuenca en juillet 2013, Alonso est promu vice-conseiller à l'Éducation, à l'Enseignement supérieur et à la Recherche ; devenant le numéro deux du département exécutif,. Il est démis de ses fonctions administratives après le retour des socialistes d'Emiliano García-Page au gouvernement régional.
Il conserve ses fonctions exécutives locales après la tenue des élections municipales de mai 2015 et devient membre de la députation provinciale de Tolède en représentation du district judiciaire de Torrijos.

### Député au Congrès
Dans le cadre des élections générales anticipées de juin 2016, il est investi en troisième position sur la liste conduite par la secrétaire générale du Parti populaire dans la circonscription de Tolède,. Il remplace alors Agustín Conde, proche collaborateur de Cospedal, qui n'a pas obtenu de siège lors du scrutin de décembre 2015. Il fait son entrée au Congrès des députés après que la liste a remporté trois des six mandats en jeu. En décembre 2016, il annonce sa démission de son mandat provincial afin de se concentrer sur son mandat parlementaire. Membre de la commission de la Culture et porte-parole adjoint à la commission de l'Éducation et du Sport, il prend les mêmes fonctions lors de la création de la commission de la Science, de l'Innovation et de l'Enseignement supérieur en juin 2018, par scission de la commission de l'Éducation et de la Formation professionnelle. Il est également membre de la commission bicamérale chargée de l'Étude du problème des drogues présidée par sa collègue Carmen Quintanilla.